# Niemcz
Niemcz (in het Duits: Nimtsch) is een dorp in het Poolse district  Bydgoski, woiwodschap Koejavië-Pommeren. De plaats maakt deel uit van de gemeente Osielsko en telt 1708 inwoners. Het ligt 3 kilometer ten westen van Osielsko en 8 kilometer ten noorden van Bydgoszcz.